# Roberto Oliveira
Oswaldo Roberto Oliveira, o Roberto Oliveira (São Carlos, 19 de Setembro  de 1951) foi um jogador de futebol brasileiro que hoje excerce a função de técnico de futebol.

## História e carreira
Roberto é nascido em São Carlos, interior de São Paulo. Morou em Botucatu e, posteriormente, fixou residências em Goiânia, onde atuou como jogador e como treinador. Entre as principais equipes onde jogou estão Noroeste, São Bento, no Barretos. Mas seu grande destaque se deu no Vila Nova, onde sagrou-se seis vezes campeão goiano.
Trabalhou em diversos clubes, entre eles Goiás, Náutico, Fortaleza, etc. No estado de Goiás, Roberto Oliveira, já como técnico, faturou o Estadual com o Atlético Goianiense (1988) e com o Vila Nova (2000). No Campeonato Tocantinense, venceu os Estaduais de 2006 (Araguaína), 2007 (Palmas), 2010 e 2011 (Gurupi).
Em 2018 dirigiu o Interporto, do Tocantins.

## Títulos

### Como jogador
Vila Nova-GO
- Campeonato Goiano: 1977, 1978, 1979, 1980, 1982 e 1984

### Como treinador
Atlético-GO
- Campeonato Goiano: 1988

Vila Nova-GO
- Campeonato Goiano: 2000

Araguaína
- Campeonato Tocantinense: 2006

Palmas
- Campeonato Tocantinense: 2007

Gurupi
- Campeonato Tocantinense: 2010, 2011